# Arçay (Cher)
Arçay és un municipi francès, situat al departament de Cher i a la regió de Centre – Vall del Loira. L'any 2007 tenia 476 habitants.

## Demografia

### Població
El 2007 la població de fet d'Arçay era de 476 persones. Hi havia 175 famílies, de les quals 30 eren unipersonals (11 homes vivint sols i 19 dones vivint soles), 59 parelles sense fills, 71 parelles amb fills i 15 famílies monoparentals amb fills.
La població ha evolucionat segons el següent gràfic:
Habitants censats

### Habitatges
El 2007 hi havia 197 habitatges, 178 eren l'habitatge principal de la família, 14 eren segones residències i 5 estaven desocupats. 195 eren cases i 2 eren apartaments. Dels 178 habitatges principals, 161 estaven ocupats pels seus propietaris, 16 estaven llogats i ocupats pels llogaters i 2 estaven cedits a títol gratuït; 5 tenien dues cambres, 21 en tenien tres, 55 en tenien quatre i 98 en tenien cinc o més. 145 habitatges disposaven pel capbaix d'una plaça de pàrquing. A 52 habitatges hi havia un automòbil i a 124 n'hi havia dos o més.

### Piràmide de població
La piràmide de població per edats i sexe el 2009 era:
| Homes | Edats   | Dones |
| ----- | ------- | ----- |
| 0     | 95 o +  | 0     |
| 0     | 90 a 94 | 4     |
| 4     | 85 a 89 | 0     |
| 0     | 80 a 84 | 0     |
| 4     | 75 a 79 | 8     |
| 8     | 70 a 74 | 12    |
| 8     | 65 a 69 | 0     |
| 4     | 60 a 64 | 4     |
| 4     | 55 a 59 | 0     |
| 8     | 50 a 54 | 4     |
| 12    | 45 a 49 | 28    |
| 20    | 40 a 44 | 8     |
| 28    | 35 a 39 | 12    |
| 8     | 30 a 34 | 32    |
| 16    | 25 a 29 | 12    |
| 12    | 20 a 24 | 8     |
| 16    | 15 a 19 | 4     |
| 8     | 10 a 14 | 16    |
| 8     | 5 a 9   | 16    |
| 16    | 0 a 4   | 20    |

## Economia
El 2007 la població en edat de treballar era de 311 persones, 252 eren actives i 59 eren inactives. De les 252 persones actives 243 estaven ocupades (129 homes i 114 dones) i 9 estaven aturades (4 homes i 5 dones). De les 59 persones inactives 22 estaven jubilades, 20 estaven estudiant i 17 estaven classificades com a «altres inactius».

### Ingressos
El 2009 a Arçay hi havia 192 unitats fiscals que integraven 518 persones, la mediana anual d'ingressos fiscals per persona era de 19.185 €.

### Activitats econòmiques
Dels 10 establiments que hi havia el 2007, 1 era d'una empresa de fabricació d'altres productes industrials, 4 d'empreses de construcció, 1 d'una empresa de comerç i reparació d'automòbils, 2 d'empreses d'hostatgeria i restauració, 1 d'una empresa immobiliària i 1 d'una empresa de serveis.
Dels 7 establiments de servei als particulars que hi havia el 2009, 1 era un guixaire pintor, 1 lampisteria, 2 electricistes, 2 restaurants i 1 agència immobiliària.
L'any 2000 a Arçay hi havia 12 explotacions agrícoles.

## Equipaments sanitaris i escolars
El 2009 hi havia una escola elemental.

## Poblacions més properes
El següent diagrama mostra les poblacions més properes.